# وحدة الإنسانية في البهائية
وحدة الإنسانية في البهائية (بالإنجليزية: Bahá'í Faith and the unity of humanity) هي واحدة من المبادئ الأساسية في الدين البهائي. وتنص تعاليم البهائية على أن جميع البشر قد خلقوا على صورة الله، والله لا يميز بين الناس ويعاملهم سواسية بغض النظر عن العرق أو اللون. و لأن جميع البشر قد خلقوا متساوين، فهم جميعًا يحصلون على تكافؤ الفرص والمعاملة. وتعزز وجهة النظر البهائية وحدة الإنسانية، وأنه ينبغي للناس أن يحبوا العالم كله وليس فقط أمتهم. مع هذا فإن التعاليم لا تطابق بين الوحدة والتوحد، بدلًا من ذلك تدعو الكتابات البهائية لمبدأ الوحدة في التنوع وتعزز من قيمة التنوع في الجنس البشري.

## ترك التعصبات بأنواعها
أحد المبادئ الرئيسية للعقيدة البهائية والتي تأتي من وحدة الإنسانية هي القضاء على جميع أشكال التحيز والتعصب، وذلك يتضمن عدم التمييز بين الأفراد حسب العرق أو الدين أو الجنس أو الطبقة. وفي هذا الصدد، تنصّ الكتابات البهائية على أن القضاء على جميع أشكال التحيز هو شرطٌ أساسيٌ لتحقيق وحدة العالم والسلام.
اثنين من أفضل الأمثلة على ذلك موجودٌ بالفعل في العالم، أحدهما يأتي من أمريكا الجنوبية، والآخر من جنوب أفريقيا. ففي مواجهة صعود قوانين جيم كرو وصعود جماعة كو كلوكس كلان كحركةٍ وطنيةٍ ذات قاعدةٍ عريضةٍ، وعلى النقيض من البروتستانت والكاثوليك والمنظمات اليهودية في ولاية كارولينا الجنوبية، روّج البهائيون صراحةً الاندماج العرقي حتى على الصعيد المحلي. وبحلول نهاية القرن العشرين، أصبح الدين البهائي ثاني أكثر ديانة انتشارًا بعد المسيحية في ولاية كارولينا الجنوبية، ويعدّ دينًا معروفًا جيدًا بالالتزام طويل الأمد لتعزيز الانسجام العنصري، والحوار بين الأديان، والتربية الأخلاقية للأطفال والشباب.
وفي جنوب أفريقيا، واجه البهائيون الفصل بين الجنسين وقوانين الفصل العنصري، وكان السكان البهائيين ملزمين لاتخاذ قرارٍ بشأن كيفية تكوين الهياكل الإدارية، وما إذا كانت الجمعية الروحية الوطنية ستكون كلها من العرق الأسود أو الأبيض فقط. وفي النهاية قرر المجتمع البهائي أنه بدلًا من تقسيم المجتمع البهائي في جنوب أفريقيا إلى مجموعاتٍ سكانيةٍ ثنائيةٍ، واحدة سوداء وأخرى بيضاء، حددت العضوية في إدارة البهائية لأتباعها ذوي العرق الأسود، ووضعت المجتمع البهائي كاملًا تحت قيادة سكانها السود.

## لقراءة أوسع
- عبد البهاء (1912). The Promulgation of Universal Peace (ط. Hardcover). Wilmette, Illinois, USA: Bahá'í Publishing Trust: 1982. ISBN:0-87743-172-8. مؤرشف من الأصل في 2019-12-14.
- بهاء الله (1976). Gleanings from the Writings of Bahá'u'lláh. Wilmette, Illinois, USA: Bahá'í Publishing Trust. ISBN:0-87743-187-6. مؤرشف من الأصل في 2019-05-31.
- Effendi، Shoghi (1938). The World Order of Bahá’u’lláh. Wilmette, Illinois, USA: Bahá'í Publishing Trust. ISBN:0-87743-231-7. مؤرشف من الأصل في 2019-06-02.
- Nakhjavání، Alí (2005). Towards World Order. Baha'i Publications Australia. ISBN:1-876322-93-4. مؤرشف من الأصل في 2019-05-26.
- Universal House of Justice (1986). The Promise of World Peace. London, UK: Oneworld. ISBN:1-85168-002-0. مؤرشف من الأصل في 2019-03-21.
- Compilations (1985). Research Department of the Universal House of Justice (المحرر). Peace. Bahá’í World Centre. مؤرشف من الأصل في 2019-06-02.{{استشهاد بكتاب}}:  صيانة الاستشهاد: مكان بدون ناشر (link)